# 滑床渓谷

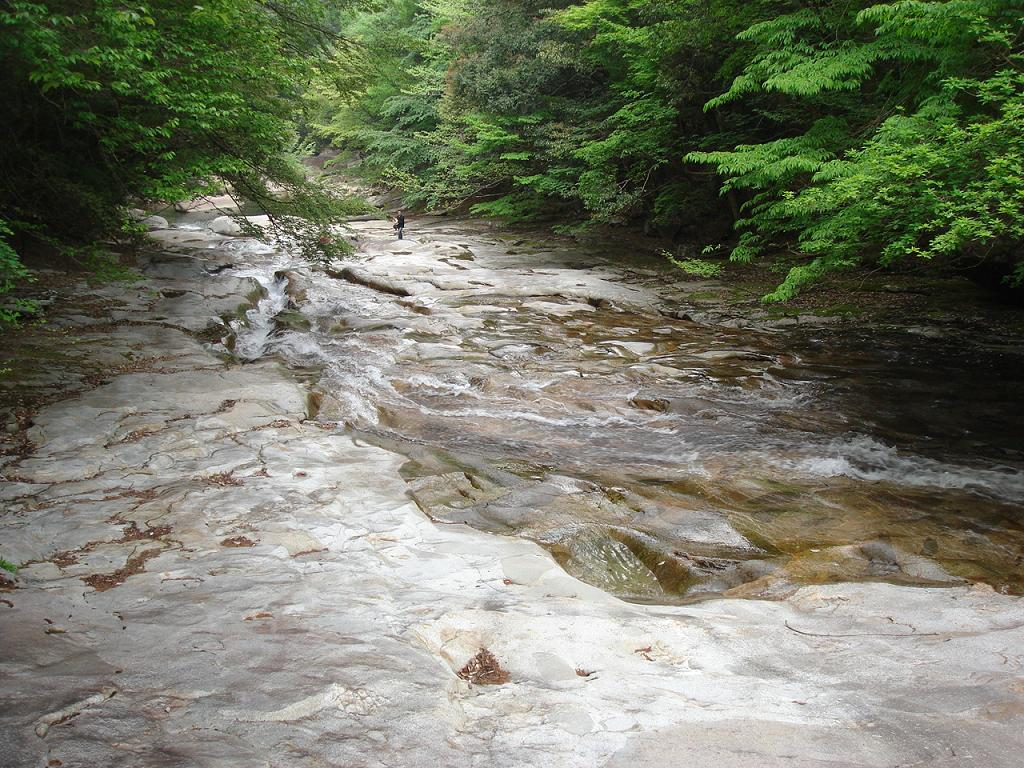
滑床渓谷

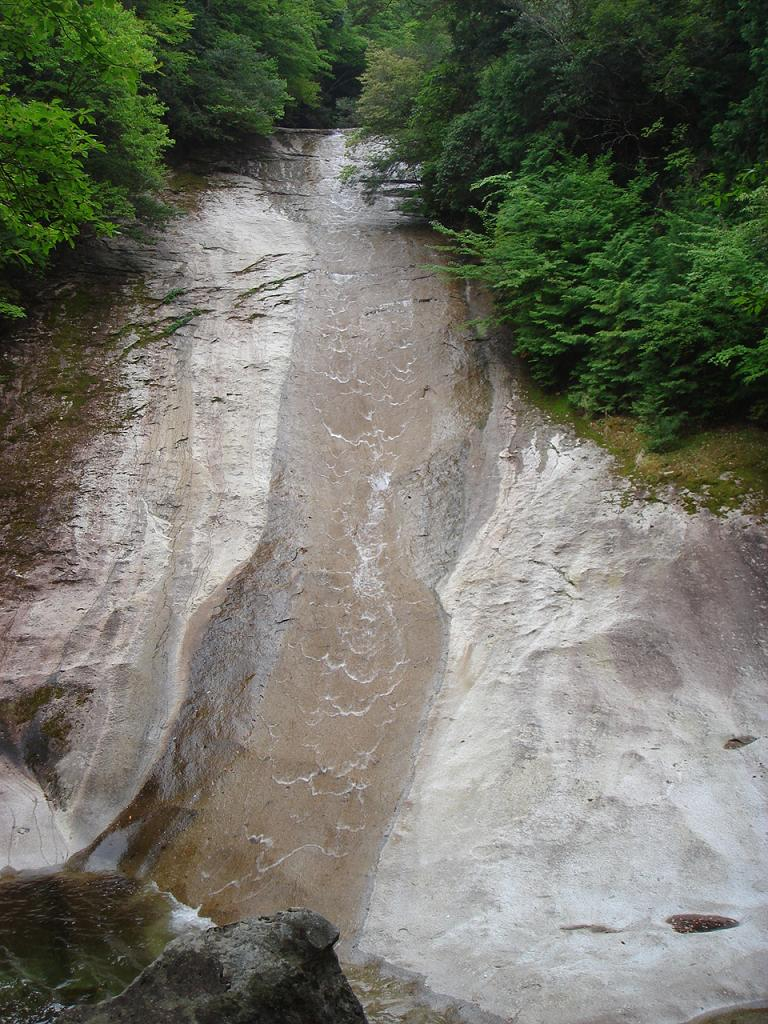
雪輪滝

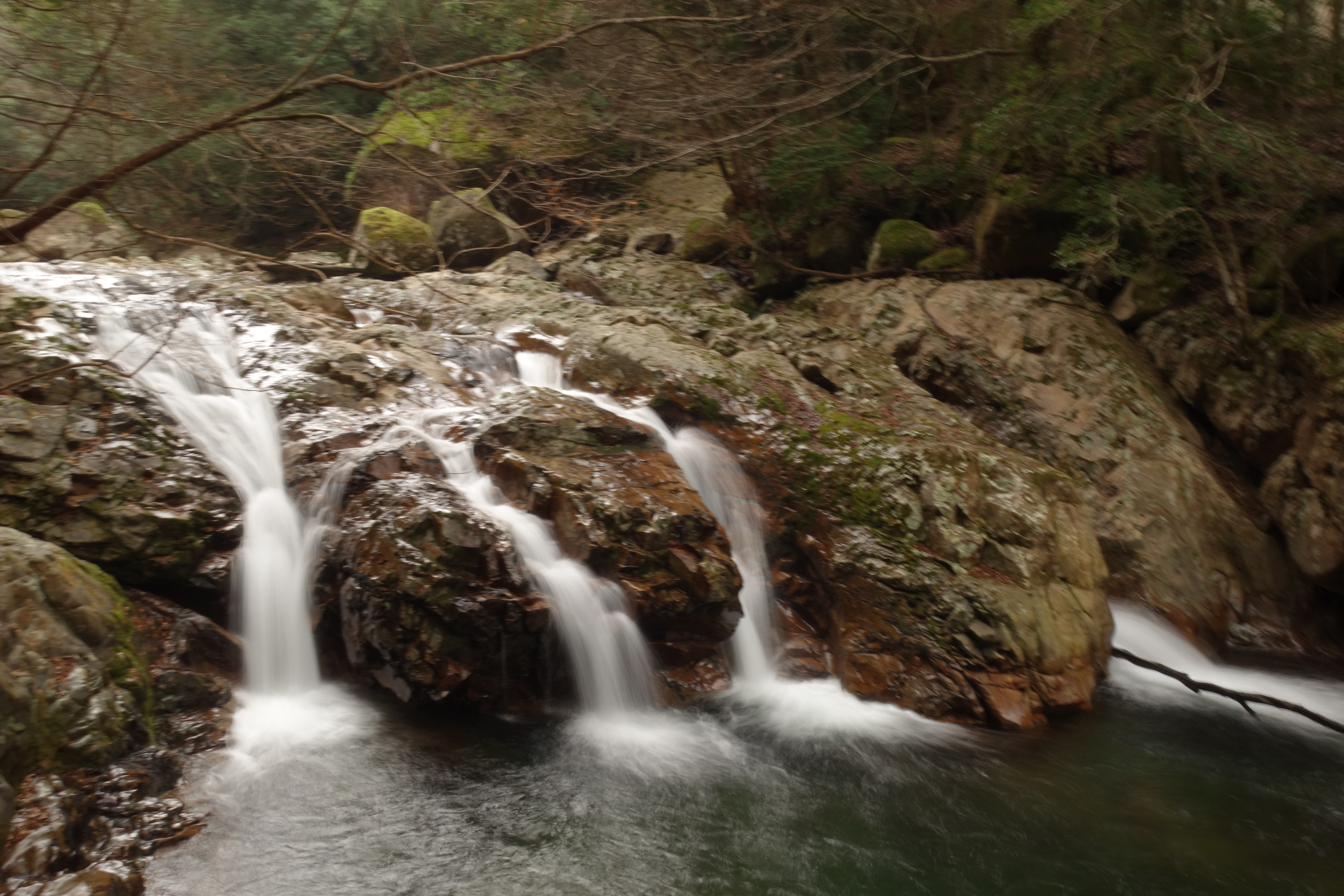
三筋の滝

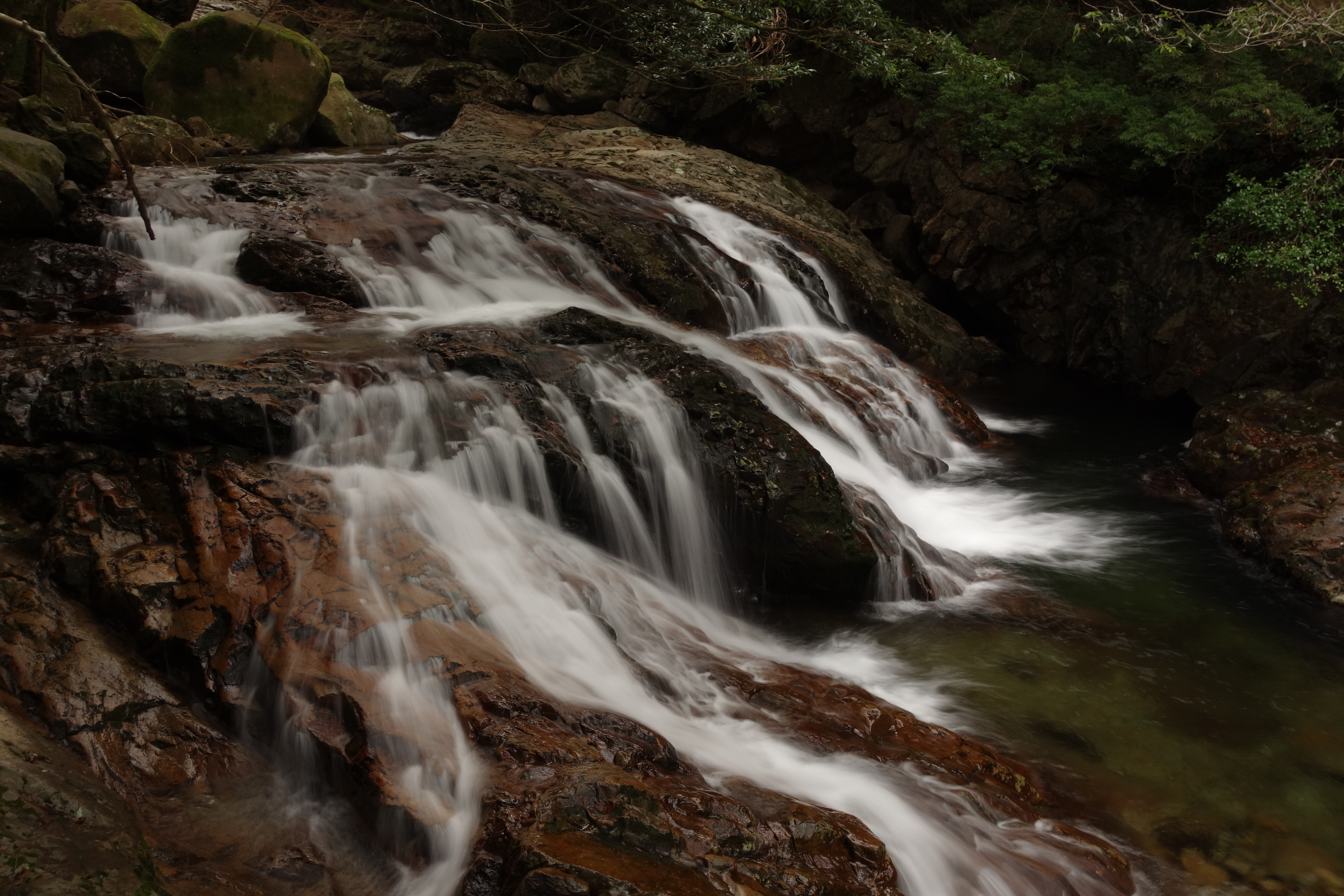
河鹿の滝

滑床渓谷（なめとこけいこく）は、愛媛県宇和島市から北宇和郡松野町にまたがる渓谷である。四万十川支流の目黒川最上流12kmに及ぶ、愛媛県下有数の渓谷である。足摺宇和海国立公園に属する。

## 概要
名前の由来は、ほぼ全域が花崗岩から成り立っているため、長年の浸食によって岩肌が滑らかになっていることに因む。落差80m、一枚の岩盤を滑るように落ちる雪輪の滝をハイライトに、霧ヶ滝、象頭岩、太鼓岩、千畳敷などの景勝地があり、また豊かな自然の中に野生の猿や鹿が棲息している。
行政区画としては、雪輪滝をはじめ、渓谷の大半を宇和島市域が占めるが、宇和島市街からまっすぐ通じている道はなく、観光開発は主として北宇和郡松野町が行ってきた。

## 滑床水源の森
鬼ヶ城山北麓四万十川支流の目黒川周辺の森林で、1995年（平成7年）に林野庁が「水源の森百選」の1つ「滑床水源の森」として選定された。
| 山岳     | 面積（ha） | 標高（m）   | 人工林（%） | 天然林（%） | 主な樹種                     | 制限林                                                                                           | 種類           |
| -------- | ---------- | ----------- | ----------- | ----------- | ---------------------------- | ------------------------------------------------------------------------------------------------ | -------------- |
| 鬼ヶ城山 | 630        | 340 - 1,229 | 40          | 60          | ブナ・ミズナラ・スギ・ヒノキ | 水源かん養保安林、滑床自然休養林、鳥獣保護区（特別保護地区）森林技術公苑、自然休養林、保健保安林 | 流水（目黒川） |

四国南限のブナ林やクマザサの野原、シャクナゲの群落、ヒメシャラなどの自然林が人工林と混在し多様な動植物の生息地となっている。また、美しい日本の歩きたくなるみち500選にも選定され、渓流瀑の穏やかな流れと森林が織りなす四季折々に美しい景観を造る。
所在地：愛媛県宇和島市野川滑床（データは指定年1995年（平成7年）7月）

## アクセス
国道381号沿道の方向標識に従って高知県道8号西土佐松野線に入ると、それまでと同様快適な2車線道路が続く。しかし、目黒郵便局前で愛媛県道270号滑床松野線への分岐以後は、狭隘な区間が多い。谷側にはガードレールが無く、山側には溝が有り、すれ違い不能な箇所が点在する。